# Чикшулуб-Пуэбло
Чикшулуб-Пуэбло (исп. Chicxulub Pueblo) — посёлок в Мексике, штат Юкатан, входит в состав одноимённого муниципалитета и является его административным центром. Численность населения, по данным переписи 2010 года, составила 4080 человек.

## Общие сведения
Название Chicxulub с майяского языка можно перевести двояко: дьявольская блоха или украшенные рога оленя, а Pueblo добавлено, чтобы дать отличие от городка Чикшулуб-Пуэрто.
Поселение было основано в доиспанский период, а первое упоминание относится к 1549 году, когда поселение стало энкомьендой, управляемой доном Хулианом Донселем.